# ZLM Tour 2022
33. ročník etapového cyklistického závodu ZLM Tour se konal mezi 8. a 12. červnem 2022 v Nizozemsku. Celkovým vítězem se stal Nizozemec Olav Kooij z týmu Team Jumbo–Visma. Na druhém a třetím místě se umístili Ital Jakub Mareczko (Alpecin–Fenix) a Belgičan Aaron Van Poucke (Sport Vlaanderen–Baloise). Závod byl součástí UCI ProSeries 2022 na úrovni 2.Pro.

## Týmy
Závodu se zúčastnilo 3 z 18 UCI WorldTeamů, 5 UCI ProTeamů, 9 UCI Continental týmů a nizozemský národní tým. Všechny týmy nastoupily na start se sedmi závodníky kromě týmů Ineos Grenadiers, Team DSM, Alpecin–Deceuninck, nizozemského národního týmu, Metec–Solarwatt p/b Mantel, Tarteletto–Isorex a EvoPro Racing s šesti jezdci, závod tak odstartovalo 119 jezdců. Do cíle v Rijsbergenu dojelo 87 z nich.
UCI WorldTeamy
- Ineos Grenadiers
- Team Jumbo–Visma
- Team DSM

UCI ProTeamy
- Alpecin–Fenix
- Bingoal Pauwels Sauces WB
- Burgos BH
- Human Powered Health
- Sport Vlaanderen–Baloise

UCI Continental týmy
- Abloc CT
- Allinq Continental Cycling Team
- BEAT Cycling
- Bike Aid
- EvoPro Racing
- Metec–Solarwatt p/b Mantel
- Riwal Cycling Team
- Tarteletto–Isorex
- VolkerWessels Cycling Team

Národní týmy
- Nizozemsko

## Trasa a etapy
| Etapa         | Datum         | Trasa                | Vzdálenost | Typ    | Typ            | Vítěz                |
| ------------- | ------------- | -------------------- | ---------- | ------ | -------------- | -------------------- |
| 1             | 8. června     | Kapelle – Kapelle    | 102,5 km   |        | Rovinatá etapa | Olav Kooij (NED)     |
| 2             | 9. června     | Veere – Goes         | 183 km     |        | Rovinatá etapa | Olav Kooij (NED)     |
| 3             | 10. června    | Heythuysen – Buchten | 192,5 km   |        | Zvlněná etapa  | Jakub Mareczko (ITA) |
| 4             | 11. června    | Rucphen – Mierlo     | 199 km     |        | Rovinatá etapa | Timothy Dupont (BEL) |
| 5             | 12. června    | Made – Rijsbergen    | 162 km     |        | Rovinatá etapa | Olav Kooij (NED)     |
| Celková délka | Celková délka | Celková délka        | 839 km     | 839 km | 839 km         | 839 km               |

## Průběžné pořadí
| Etapa          | Vítěz          | Celkové pořadí | Bodovací soutěž | Soutěž mladých jezdců | Soutěž týmů      |
| -------------- | -------------- | -------------- | --------------- | --------------------- | ---------------- |
| 1              | Olav Kooij     | Olav Kooij     | Olav Kooij      | Olav Kooij            | Team DSM         |
| 2              | Olav Kooij     | Olav Kooij     | Olav Kooij      | Olav Kooij            | Ineos Grenadiers |
| 3              | Jakub Mareczko | Olav Kooij     | Olav Kooij      | Olav Kooij            | Team Jumbo–Visma |
| 4              | Timothy Dupont | Olav Kooij     | Olav Kooij      | Olav Kooij            | Team Jumbo–Visma |
| 5              | Olav Kooij     | Olav Kooij     | Olav Kooij      | Olav Kooij            | Team Jumbo–Visma |
| Konečné pořadí | Konečné pořadí | Olav Kooij     | Olav Kooij      | Olav Kooij            | Team Jumbo–Visma |

- V 2. etapě nosil Sam Welsford, jenž byl druhý v bodovací soutěži, zelený dres, protože vedoucí závodník této klasifikace Olav Kooij nosil žlutý dres pro lídra celkového pořadí. Ze stejného důvodu nosil v etapách 3 – 5 Elia Viviani zelený dres.
- V 2. etapě nosil Tim van Dijke, jenž byl druhý v soutěži mladých jezdců, bílý dres, protože vedoucí závodník této klasifikace Olav Kooij nosil žlutý dres pro lídra celkového pořadí. Ze stejného důvodu nosil Tomáš Kopecký ve 3. etapě bílý dres a Mick van Dijke v etapách 4 a 5 bílý dres.

## Konečné pořadí
| Legenda | Legenda                               | Legenda | Legenda                         |
| ------- | ------------------------------------- | ------- | ------------------------------- |
|         | Označuje lídra celkového pořadí       |         | Označuje lídra bodovací soutěže |
|         | Označuje lídra soutěže mladých jezdců |         |                                 |

### Celkové pořadí
| Pořadí | Jezdec                     | Tým                       | Čas         |
| ------ | -------------------------- | ------------------------- | ----------- |
| 1      | Olav Kooij (NED)           | Team Jumbo–Visma          | 18h 01' 39" |
| 2      | Jakub Mareczko (ITA)       | Alpecin–Fenix             | + 28"       |
| 3      | Aaron Van Poucke (BEL)     | Sport Vlaanderen–Baloise  | + 34"       |
| 4      | Karl Patrick Lauk (EST)    | Bingoal Pauwels Sauces WB | + 41"       |
| 5      | Ben Turner (GBR)           | Ineos Grenadiers          | + 42"       |
| 6      | Mick van Dijke (NED)       | Team Jumbo–Visma          | + 43"       |
| 7      | Jan-Willem van Schip (NED) | BEAT Cycling              | + 44"       |
| 8      | Tomáš Kopecký (CZE)        | Abloc CT                  | + 44"       |
| 9      | Tosh Van der Sande (BEL)   | Team Jumbo–Visma          | + 44"       |
| 10     | Cériel Desal (BEL)         | Bingoal Pauwels Sauces WB | + 44"       |

### Bodovací soutěž
| Pořadí | Jezdec                          | Tým                        | Body |
| ------ | ------------------------------- | -------------------------- | ---- |
| 1      | Olav Kooij (NED)                | Team Jumbo–Visma           | 72   |
| 2      | Elia Viviani (ITA)              | Ineos Grenadiers           | 45   |
| 3      | Jakub Mareczko (ITA)            | Alpecin–Fenix              | 34   |
| 4      | Alexander Salby (DEN)           | Riwal Cycling Team         | 32   |
| 5      | Sam Welsford (AUS)              | Team DSM                   | 28   |
| 6      | Arvid de Kleijn (NED)           | Human Powered Health       | 24   |
| 7      | Timothy Dupont (BEL)            | Bingoal Pauwels Sauces WB  | 23   |
| 8      | Aaron Van Poucke (BEL)          | Sport Vlaanderen–Baloise   | 19   |
| 9      | Bram Welten (NED)               | Alpecin–Deceuninck         | 14   |
| 10     | Daan van Sintmaartensdijk (NED) | VolkerWessels Cycling Team | 11   |

### Soutěž mladých jezdců
| Pořadí | Jezdec                          | Tým                        | Čas         |
| ------ | ------------------------------- | -------------------------- | ----------- |
| 1      | Olav Kooij (NED)                | Team Jumbo–Visma           | 18h 01' 39" |
| 2      | Mick van Dijke (NED)            | Team Jumbo–Visma           | + 43"       |
| 3      | Tomáš Kopecký (CZE)             | Abloc CT                   | + 44"       |
| 4      | Roel van Sintmaartensdijk (NED) | VolkerWessels Cycling Team | + 1' 54"    |
| 5      | Milan Fretin (BEL)              | Sport Vlaanderen–Baloise   | + 2' 00"    |
| 6      | Magnus Sheffield (USA)          | Ineos Grenadiers           | + 2' 00"    |
| 7      | Michel Hessmann (GER)           | Team Jumbo–Visma           | + 2' 02"    |
| 8      | Tim van Dijke (NED)             | Team Jumbo–Visma           | + 2' 15"    |
| 9      | Axel van der Tuuk (NED)         | Metec–Solarwatt p/b Mantel | + 4' 14"    |
| 10     | Pavel Bittner (CZE)             | Team DSM                   | + 4' 20"    |

### Soutěž týmů
| Pořadí | Tým                       | Čas         |
| ------ | ------------------------- | ----------- |
| 1      | Team Jumbo–Visma          | 54h 07' 09" |
| 2      | Bingoal Pauwels Sauces WB | + 0"        |
| 3      | Ineos Grenadiers          | + 1' 47"    |
| 4      | BEAT Cycling              | + 2' 32"    |
| 5      | Sport Vlaanderen–Baloise  | + 4' 19"    |
| 6      | Team DSM                  | + 4' 36"    |
| 7      | Riwal Cycling Team        | + 4' 39"    |
| 8      | Alpecin–Fenix             | + 4' 50"    |
| 9      | Abloc CT                  | + 5' 26"    |
| 10     | Burgos BH                 | + 6' 31"    |